# SAS Badminton Trophy
Die SAS Badminton Trophy war ein Badmintonwettbewerb, in welchem zwölf der weltbesten Herren aufeinandertrafen. Eine Ausrichtung für 1997 ist dokumentiert. Namensgebender Sponsor des Wettbewerbs war die skandinavische Fluggesellschaft SAS Scandinavian Airlines.

## Austragungen
| Jahr | Ort                  | Datum                 | Sieger          | Finalist          |
| ---- | -------------------- | --------------------- | --------------- | ----------------- |
| 1997 | Dornbirn, Österreich | 28.–30. November 1997 | Jeroen van Dijk | Pullela Gopichand |